# 阿尔贝特·布吕尔斯
阿尔贝特·布吕尔斯（德語：Albert Brülls，1937年3月26日—2004年3月28日）是一名德国男子足球运动员，场上位置是中场。从1959年到1966年他作为德國國家足球隊成员共参加了25场国家队比赛，此间9次进球。他曾代表西德国家队参加1962年和1966年国际足联世界杯，其中1966年世界杯获得亚军。

## 生涯

### 俱乐部
布吕尔斯在他的出生地的村俱乐部开始踢球，1952年他加入慕遜加柏體育會的青少年队。布吕尔斯在那里被培养成球队的进攻骨干。1954年/55年赛季末他首次作为候选球员参加慕遜加柏體育會联赛球队的一场非正规比赛。1955年5月25日他参加与科隆一球队的比赛，是右前锋，进球一次。1955年6月他随联赛球队去斯堪的纳维亚，在这次旅途中他也曾任门将。从55年/56年赛季开始他称为联赛球队的骨干，当时他们参加西部地区联赛，并始终濒临降级的危险。1955年8月27日他在赛季的第一天就上场。在该赛季中他一共上场29次，进球10次，最后球队在联赛排第11名。当时布吕尔斯还不是职业球员。1956年4月他参加德国足球联会业余队在博特罗普与德国国家B队测试比赛，结果以3:1获胜。他加入下莱茵兰队参加德国足球联会的州际比赛并进入决赛，最后以1:3输给黑森。在1956/57年赛季里，1956年11月11日慕遜加柏體育會在自己的球场输给伍珀塔尔体育俱乐部以0:24分排联赛的最后一名。布吕尔斯参加了所有12场输掉的比赛，进球2次。11月16日他与德国业余国家队从汉堡起飞去往墨尔本参加1956年夏季奥林匹克运动会足球比赛。1956年11月24日球队在八分之一决赛中以1:2输给蘇聯國家足球隊时布吕尔斯没有上场。1956年12月14日他从澳大利亚返回德国。1957年慕遜加柏體育會以39:112个进球对比以及10:50分降级。布吕尔斯共参加25场比赛，进球5次。
在下一个赛季里他参加了29场比赛，进球23次，几乎单枪匹马使得球队升级。升级后球队又面临降级的危险。虽然如此他参加了30场比赛，进球13次，赢得联邦教练塞普·赫贝格尔的注意。1959年6月13日他首次参加德国国家队在盧森堡市与比利时国家队比赛。1959年5月20日他在克拉科夫参加德国青年队与波兰的比赛，德国队以4:2获胜，他进球一次，正式进入国家队。1959年10月4日布吕尔斯在伯尔尼首次参加对瑞士的国家队正式比赛。德国队以4:0获胜，布吕尔斯进球一次，另两位前锋是右锋赫尔穆特·拉恩和中锋乌韦·泽勒。在1958年/59年赛季中布吕尔斯一共参加了30场联赛比赛，在1959年/60年赛季中他只出场21次。1959年12月20日他在汉诺威参加与南斯拉夫的国家队比赛是下腿骨折。但是在1960年4月10日布吕尔斯在3:2的联赛获胜局中在85分钟踢进一球，保证了他的球队不降级。
从1960年夏开始布吕尔斯在他的家乡开了一家加油站。在1960年/61年赛季里在西德杯比赛中布吕尔斯的球队在四分之一决赛里出其不意地以4:3战胜多特蒙德足球俱樂部。在联赛中他们以4:2战胜沙尔克04足球俱乐部，3天后，1960年8月24日他们在西德杯四分之一决赛中在杜塞多夫与一般被认为是强队的科隆足球俱乐部比赛。这场比赛有3.6万观众观看。最后布吕尔斯的球队以3:1获胜进入德国足协杯半决赛。9月7日他们与当时的德国冠军汉堡体育俱乐部在明斯特半决赛。布吕尔斯进球一次，最后他的球队以2:0获胜，于1960年10月5日在杜塞多夫与当时的南德冠军卡尔斯鲁厄体育俱乐部决赛。在第60分钟布吕尔斯射入关键一球，达到最终结果3:2。布吕尔斯与他的国家队同事霍斯特·希马尼亚克展开一对一格斗，布吕尔斯明显获胜，对比赛结果是决定性的。
1962年4月14日布吕尔斯参加了160次比赛后离开慕遜加柏體育會。从5月30日到6月17日他随国家队去往智利参加世界杯比赛。从1962年7月开始他在1962/63年赛季里为摩德纳足球俱乐部效力，他的转让费为25万马克。
在意大利足球甲级联赛中摩德纳足球俱乐部最后得第11名。在那里得第一年里他一共进球4次。1963年/64年赛季里布吕尔斯随摩德纳足球俱乐部降级到意大利足球乙级联赛。1965年摩德纳足球俱乐部在意乙排第7名。1965年/66年赛季布吕尔斯与布雷西亚足球俱乐部签署合同，转让费为38.4万马克。1966年布雷西亚足球俱乐部在意甲列第9名，布吕尔斯进球6次。1967年/68年赛季里布雷西亚足球俱乐部降级，布吕尔斯转到伯尔尼年轻人体育俱乐部，在布雷西亚足球俱乐部他一共参加107场比赛，进球12次。1968年/69年赛季伯尔尼年轻人体育俱乐部在瑞士足球超级联赛获得第4名，69年/70年赛季获得第5名。布吕尔斯在这两个赛季里共参加49场比赛，进球一次。
1970年/71年赛季里他成为诺伊斯一地区级俱乐部的球員兼領隊。从1970年到1972年他在那里参加64场比赛，进球18次。1972年夏他们降级。
布吕尔斯的职业球员生涯结束后他依然在业余足球中任教练。他曾在多个俱乐部里当教练。布吕尔斯的正式职务是在诺伊斯县的文化和体育局里工作到退休。
他在遜加柏體育會的一位同行球员这样描述他：
他是一个天才足球球员。对我们来说他无从取代，此外他还是一名热心和真诚的同伴，他把自己的技能奉献给他的球队。他应该获得一个更好的球队。——Gerd Schommen，

### 国家队
布吕尔斯首次于1958年9月23日在基尔参加于丹麦的青年国家队比赛，这次比赛双方都没有进球。1959年5月20日在克拉科夫德国青年队以4:2战胜波兰队，布吕尔斯进球一次，这是他唯一一次为德国青年队进球。1959年10月4日布吕尔斯首次在伯尔尼参加与瑞士队的比赛，从此到1962年在智利举行的世界杯比赛为止他是德国国家队的骨干之一。从1959年10月4日到1962年6月10日德国队在圣蒂耶戈在四分之一决赛上以0:1输给南斯拉夫队布吕尔斯一共参加了22次国家队比赛。他也参加1960年/61年德国国家队参加世界杯对北爱尔兰和希腊的预赛。在智利的世界杯上他参加德国队所有4场比赛，对意大利、瑞士、智利和南斯拉夫队。布吕尔斯转到意大利后不再被德国队顾及。1966年3月23日赫尔穆特·舍恩把布吕尔斯重新召回德国国家队，他在鹿特丹参加与荷兰队的比赛。在这次比赛中德国队以4:2获胜，布吕尔斯是右前锋。
布吕尔斯被提名参加1966年在英国举行的世界杯比赛。他在那里作为右前锋参加与瑞士和阿根廷的比赛。在与阿根廷比赛时受伤，没有参加后来的比赛。虽然决赛时他以康复，但是他没有上场。布吕尔斯一共参加过25次德国国家队比赛，进球9个。

## 成就
- 1966年世界杯亚军
- 1962年世界杯四分之一决赛
- 1960年德国足球联盟杯冠军
- 1960年德国足球联盟杯射门手（2次进球）

## 荣誉
1966年7月30日德国联邦总统授予布吕尔斯银桂叶。

## 其它
布吕尔斯的职业球员生涯结束后在诺伊斯县的媒体中心任职。
2004年3月28日布吕尔斯重病后在科申布罗赫自己家里逝世。他被葬在慕遜加柏主墓地上。
他的出生地以及在慕遜加柏體育會的球场附近各有一条街道以他命名。

## 书籍
- Aretz, Rütten, Lessenich: Borussias Legenden. 11 Torjäger. Verlag Die Werkstatt. Göttingen 2008. ISBN 978-3-89533-625-6. 8–25页
- ISBN 3897841487
单击这里添加你的引用。如果你仍在编辑主页面文章，你可能需要在一个新窗口打开。

- ISBN 3328007490
单击这里添加你的引用。如果你仍在编辑主页面文章，你可能需要在一个新窗口打开。

- Matthias Kropp: Deutschlands große Fußballmannschaften. Teil 5: Borussia Mönchengladbach (= "AGON Sportverlag statistics." Bd. 11). AGON Sportverlag, Kassel 1994, ISBN 3-928562-39-8.
- Raphael Keppel: Deutschlands Fußball-Länderspiele. Eine Dokumentation 1908–1989. Sport- und Spielverlag Hitzel, Hürth 1989, ISBN 3-9802172-4-8.